# Plectochorus iwatensis
Plectochorus iwatensis är en stekelart som först beskrevs av Tohru Uchida 1928.  Plectochorus iwatensis ingår i släktet Plectochorus och familjen brokparasitsteklar. Inga underarter finns listade i Catalogue of Life.